# КАРА (футбольный клуб)
«КАРА» Браззавиль (фр. Club Athlétique Renaissance Aiglon) или просто «КАРА» — конголезский футбольный клуб из Браззавиля. Выступает в Премьер-лиге Конго. Основан в 1935 году. Домашние матчи проводит на стадионе «Массамба-Деба», вмещающем 50 000 зрителей.

## История
В отличие от своих соседей из ДР Конго, Конго-Браззавиль особых лавров на международной арене не снискала. Единственным клубом этой страны, сверкнувшим на африканском футбольном небосводе и вписавшим своё имя в футбольную историю африканского континента, стал «КАРА Браззавиль», победивший в 1974 году в финале Кубка чемпионов египетский «Газль Эль-Мехалла» с общим счетом по итогам двух матчей 6:3.

## Достижения

### Местные
- Чемпион Конго — 9 (1970, 1972, 1973, 1974, 1975, 1976, 1981, 1984, 2008)

- Обладатель Кубка Конго — 3 (1981, 1986, 1992)

### Международные
- Лига чемпионов КАФ (1)
  - Победитель: 1974